# 五色鳥
，又作臺灣擬啄木、台灣擬啄木，是鴷形目鬚鴷科拟啄木鸟属下的一種鳥類。這個物種是臺灣特有的鳥類，主要以果實為食，曾一度被視為马来拟啄木鸟的亞種，但在2006年後拆分為獨立物種。
五色鳥的體長約20—22公分，其身體大部分為翠綠色，而頭部則有藍、黃、紅、黑四色，故在臺灣得名「五色鳥」；另因其叫聲為單調而響亮的「嘓嘓嘓……」，類似於敲木魚的聲音，而有著「花和尚」的別稱。其繁殖季於4—8月之間，在此期間會開鑿樹洞為巢，每窩產3枚卵，13至15天孵化，幼鳥會在23至29天後離巢，是臺灣四種一級洞巢者鳥類之一。
雖然這個物種是森林性的鳥類，但也能在都市環境及人為干擾下生存，是臺灣常見的鳥類。其數量呈現增加的趨勢，在《國際自然保護聯盟瀕危物種紅色名錄》及2024年《臺灣鳥類紅皮書名錄》中皆為無危物種，國際間沒有特殊保育措施，而在臺灣也亦非保育類物種。但目前五色鳥在都市的族群，仍受到枯木過少及昆蟲不足而難以成功繁殖後代的問題所困擾。

## 命名與分類

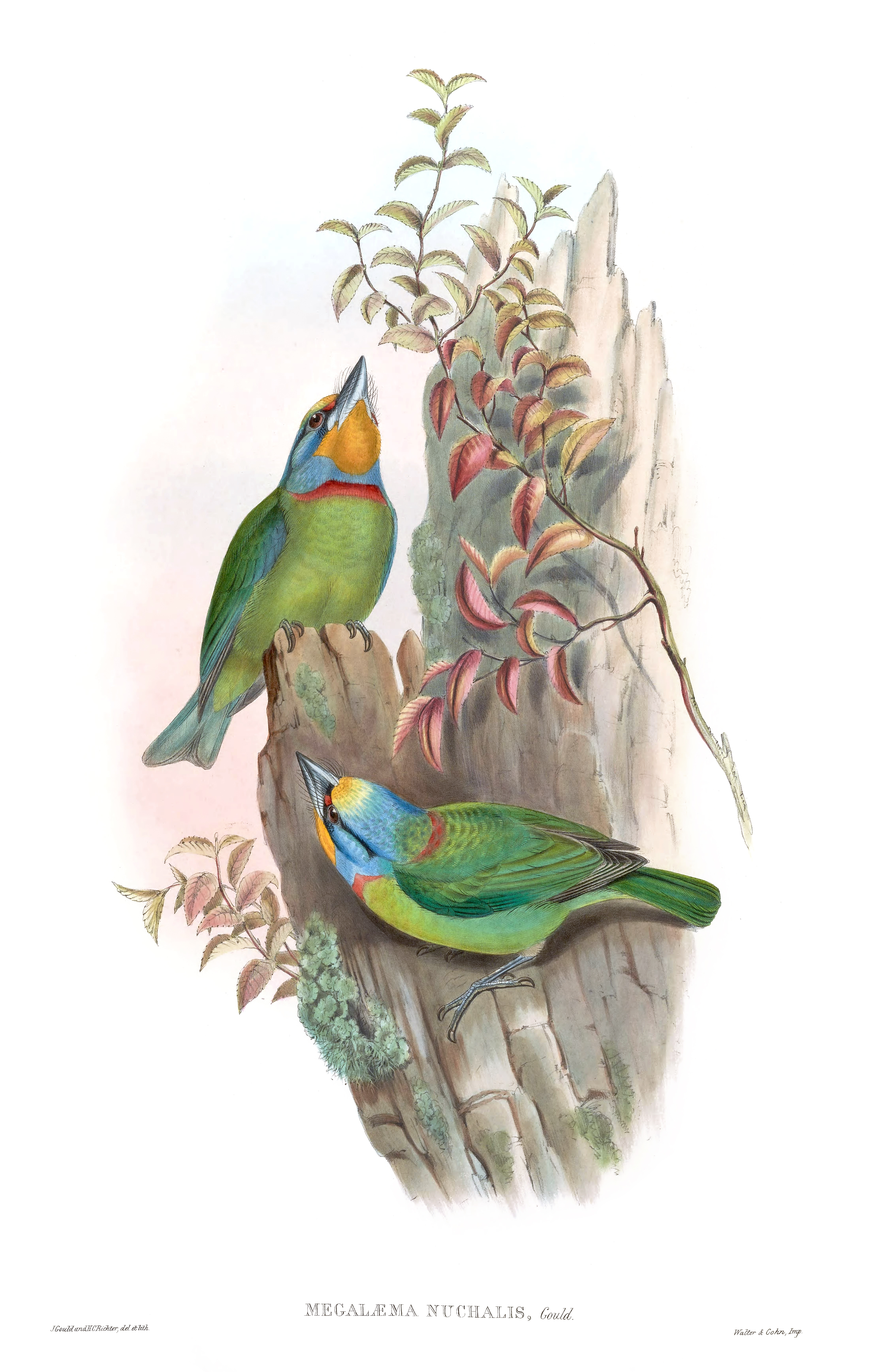
古爾德與石版刻劃家李賀德繪製的五色鳥

1860年代，擔任英國駐臺灣副領事的博物學家斯文豪於北部山區首度採集到五色鳥，並將標本送至倫敦的自然史博物館典藏（館藏編號：NHMUK 1889.2.1.10）。斯文豪指出，這種擬啄木的體型比亞洲大陸上的大拟啄木鸟還要小，但羽色更為秀麗，被當地的閩南族群稱作「花褂鳥」，他亦以相應的英文名稱呼這種鳥。後來斯文豪因病暫返倫敦休養，將標本送給倫敦動物學會的鳥類學家约翰·古尔德。古爾德認為，其羽色與當時东洋界其他已知的擬啄木都明顯不同，特別是後頸的紅色斑塊，因此將之描述為新鳥種，並冠以种加词，在中世紀拉丁語中意為「頸部的」或「後頸的」，即指五色鳥後頸的紅斑:276。
至少自1945年起，這個物種同中南拟啄木鸟等物種被美國鳥類學家雪梨·狄龍·里普利歸類為马来拟啄木鸟的亞種之一，其學名為。根據羽毛型態的差異，马来拟啄木鸟下的數個亞種可分為三組，分別是與亞種、亞種、與亞種。但此一差異長期在生物分類學中被忽略，因為的羽色恰好充當了兩組中間的過渡種，因而被認為最好將這些分類單元視作同一物種。:205
|  | \| \| 五色鳥 \| \| \| \| \| \| 黑眉拟啄木鸟 \| \| \| \| |
|  |                                                         |
|  | 休氏拟啄木鸟                                            |
|  |                                                         |
|  | 五色鳥                                                  |
|  |                                                         |
|  | 黑眉拟啄木鸟                                            |
|  |                                                         |

|  | 五色鳥       |
|  |              |
|  | 黑眉拟啄木鸟 |
|  |              |

|  | 蓝喉拟啄木鸟 |
|  |              |
|  | 中南拟啄木鸟 |
|  |              |

|  | 绿喉拟啄木鸟 |
|  |              |
|  | 马来拟啄木鸟 |
|  |              |

|  | 蓝喉拟啄木鸟 |
|  |              |
|  | 中南拟啄木鸟 |
|  |              |

|  | 绿喉拟啄木鸟 |
|  |              |
|  | 马来拟啄木鸟 |
|  |              |

|  | \| \| 五色鳥 \| \| \| \| \| \| 黑眉拟啄木鸟 \| \| \| \| |
|  |                                                         |
|  | 休氏拟啄木鸟                                            |
|  |                                                         |
|  | 五色鳥                                                  |
|  |                                                         |
|  | 黑眉拟啄木鸟                                            |
|  |                                                         |

|  | 五色鳥       |
|  |              |
|  | 黑眉拟啄木鸟 |
|  |              |

|  | 蓝喉拟啄木鸟 |
|  |              |
|  | 中南拟啄木鸟 |
|  |              |

|  | 绿喉拟啄木鸟 |
|  |              |
|  | 马来拟啄木鸟 |
|  |              |

|  | 蓝喉拟啄木鸟 |
|  |              |
|  | 中南拟啄木鸟 |
|  |              |

|  | 绿喉拟啄木鸟 |
|  |              |
|  | 马来拟啄木鸟 |
|  |              |

|  | \| \| 五色鳥 \| \| \| \| \| \| 黑眉拟啄木鸟 \| \| \| \| |
|  |                                                         |
|  | 休氏拟啄木鸟                                            |
|  |                                                         |
|  | 五色鳥                                                  |
|  |                                                         |
|  | 黑眉拟啄木鸟                                            |
|  |                                                         |

|  | 五色鳥       |
|  |              |
|  | 黑眉拟啄木鸟 |
|  |              |

|  | 蓝喉拟啄木鸟 |
|  |              |
|  | 中南拟啄木鸟 |
|  |              |

|  | 绿喉拟啄木鸟 |
|  |              |
|  | 马来拟啄木鸟 |
|  |              |

|  | 蓝喉拟啄木鸟 |
|  |              |
|  | 中南拟啄木鸟 |
|  |              |

|  | 绿喉拟啄木鸟 |
|  |              |
|  | 马来拟啄木鸟 |
|  |              |

|  | \| \| 五色鳥 \| \| \| \| \| \| 黑眉拟啄木鸟 \| \| \| \| |
|  |                                                         |
|  | 休氏拟啄木鸟                                            |
|  |                                                         |
|  | 五色鳥                                                  |
|  |                                                         |
|  | 黑眉拟啄木鸟                                            |
|  |                                                         |

|  | 五色鳥       |
|  |              |
|  | 黑眉拟啄木鸟 |
|  |              |

|  | 蓝喉拟啄木鸟 |
|  |              |
|  | 中南拟啄木鸟 |
|  |              |

|  | 绿喉拟啄木鸟 |
|  |              |
|  | 马来拟啄木鸟 |
|  |              |

|  | 蓝喉拟啄木鸟 |
|  |              |
|  | 中南拟啄木鸟 |
|  |              |

|  | 绿喉拟啄木鸟 |
|  |              |
|  | 马来拟啄木鸟 |
|  |              |

在1996年發現三者鳴聲有所差異之前，將五色鳥獨立為一完整物種的名錄不多，如德國鳥類學家漢斯·埃德蒙·沃爾特斯的名錄就拆分成三個物種。2004年，英國鳥類學家奈傑爾·科勒比對了特林自然歷史博物館的標本後，認為這三組的差異大到足以視為不同物種，進而在2006年分析美國自然史博物館的標本後提議拆分。2008年以分子生物学、系統生物學及生物地理學角度的研究及2013年的另一份分子系统发生学研究也都支持這數個物種的拆分，並認為其近緣種為黑眉拟啄木鸟，兩物種約在距今113萬年前的更新世時分化。至此，五色鳥成為了當時中華民國野鳥學會所認定的17種臺灣特有鳥類之一。
而本物種的屬名變更則發生在2004年起的不同研究中，2004年的研究發現原為單型屬的火簇擬鴷屬（今「拟啄木鸟属」）深深鑲嵌於擬鴷屬內，且2010年代的研究也支持此一發現。這導致在《国际动物命名法规》的規則下，具有命名優先權的火簇擬鴷屬成為其屬名至今。其現行屬名來自古希臘語的（意指「裸露、簡單、稀疏的」）及或（羅馬化：、，意指「鬍鬚」）。:321

### 中文名沿革
本種在臺灣慣稱「五色鳥」，指其身上有綠、紅、黃、藍、黑五種顏色，為日治初期的鳥類學家所取。當時，五色鳥是日本境內唯一的鬚鴷科鳥類，「五色鳥」遂演變為日文對鬚鴷科成員的通稱，並沿用至今，「五色鳥科」亦成為鬚鴷科的標準和名。
至於臺灣話對五色鳥的俗稱，除了「花褂鳥」外，現今以「花仔和尚」更為常見，形容如和尚敲木魚般的叫聲，亦指其葷素不忌的食性。

## 形態描述
五色鳥的體長20—22公分，體重約62—123公克，是一種中型擬啄木。其鳥喙寬平均約8.4公釐、深平均約10.3公釐、嘴峰長平均約23.5公釐，翼長平均約10公分，翼展25—34公分；跗蹠平均長約25.8公釐，尾長平均約6.2公分。

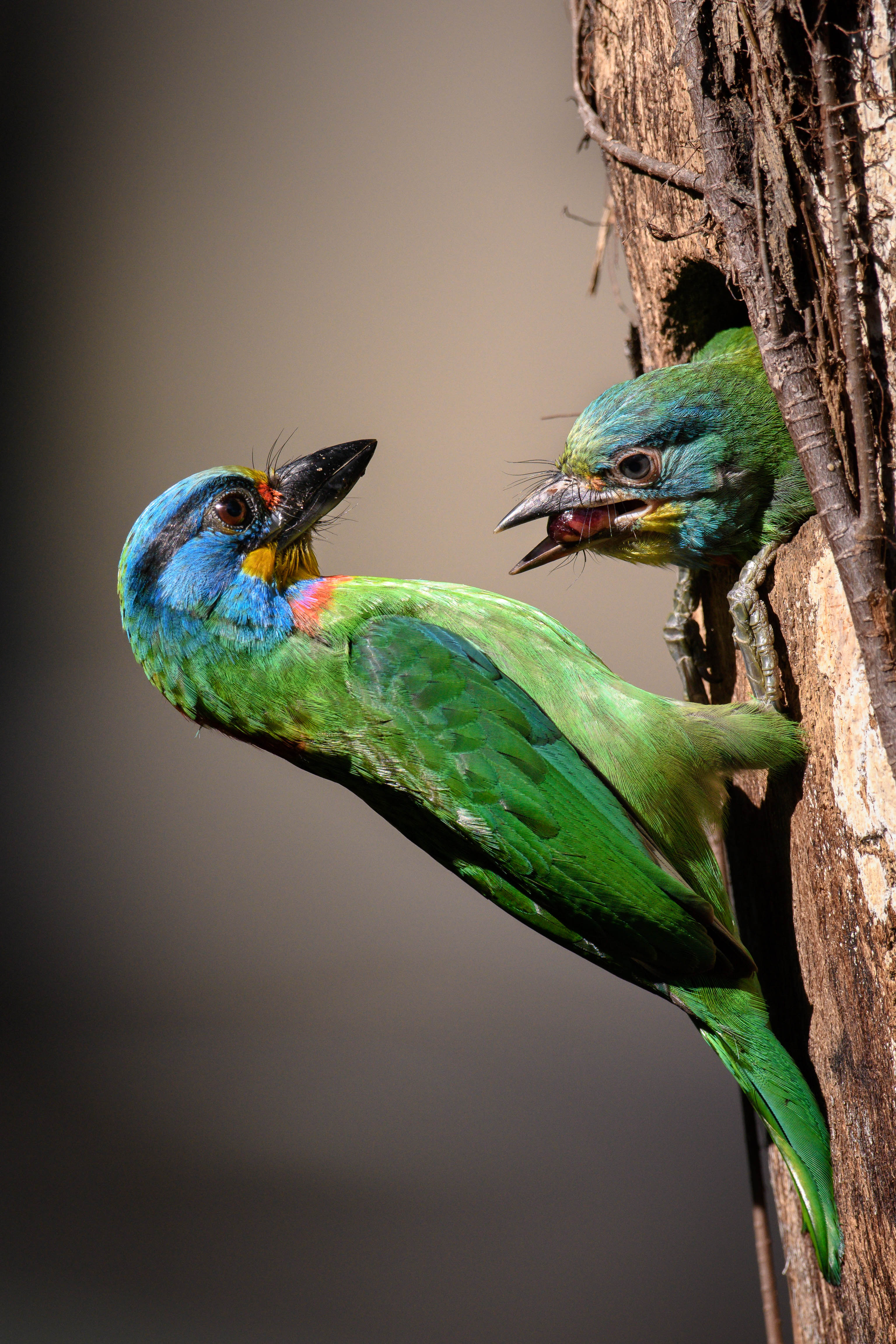
一隻成鳥與剛被餵食的幼鳥，攝於臺灣臺北市

成鳥整體上為體型圓胖、翅膀圓短、頭大尾短的粗喙鳥類。其眼睛虹膜紅褐色；鳥喙黑色，嘴基帶有剛毛；腿足暗灰色。其頭部顏色較多：臉頰、頭頂、耳部為藍色，眼先、後頸紅色，額頭、喉部黃色，眉線黑色，前額及喉側也有較窄的黑色條紋。身體的羽毛主要為綠色，其中背部、翅膀是帶有紅色斑點的深綠色底，胸腹側則是淡綠色（或鮮黃綠色），越接近尾端會越呈黃綠色。胸部上方為藍綠色帶紋，下方為紅色帶紋。尾部外側為蒼綠色，內側除中央尾羽外，為黑褐色。
雖然其關係與啄木鳥相近，但五色鳥的鳥喙構造實際上並不如啄木鳥般可用以啄木取食，其粗厚的鳥喙較適合用以將原有的枯樹樹洞拓寬、整理並作為鳥巢使用。雌雄相似，但雌鳥後頸上的紅斑相對於雄鳥而言範圍來得較小；而亞成鳥的黃色喉部相對較淡，當中偏年輕的個體會有膚色眼圈裸露。幼鳥的顏色則明顯較淺而不鮮明，且也有裸露眼圈。
與黑眉拟啄木鸟相比，五色鳥體型略小於前者且頭頂亦非黑色。與金喉拟啄木鸟相比時，則可以以五色鳥的黑色眉紋區別。

## 分佈範圍與環境
五色鳥為僅分佈於臺灣的留鳥，通常分佈於海拔2400公尺以下的地區，但根據多個資料庫的統合數據顯示，該物種幾乎在全臺灣均有所分佈。這個物種主要生活於中低海拔地區的闊葉林樹冠層及其他次生林中，是一種森林型樹棲型鳥類。其偏好的棲息地是潮濕和炎熱的地方，對植被沒有特別具體的需求。雖然這個物種是森林鳥類，但五色鳥亦常見於市區的公園綠地、校園等人造環境，也能容忍相對較高程度的人類干擾，例如台北植物園。

## 生態習性
這個物種在非繁殖季期間是獨居的鳥類，喜好在枝葉濃密處停留，在葉片間靜止不動。通常，五色鳥只會在樹林的中上層區域跳躍或短距離飛行，但長距離飛行時則相當迅速，以定時快速鼓翼的方式波浪式前進。

### 食性

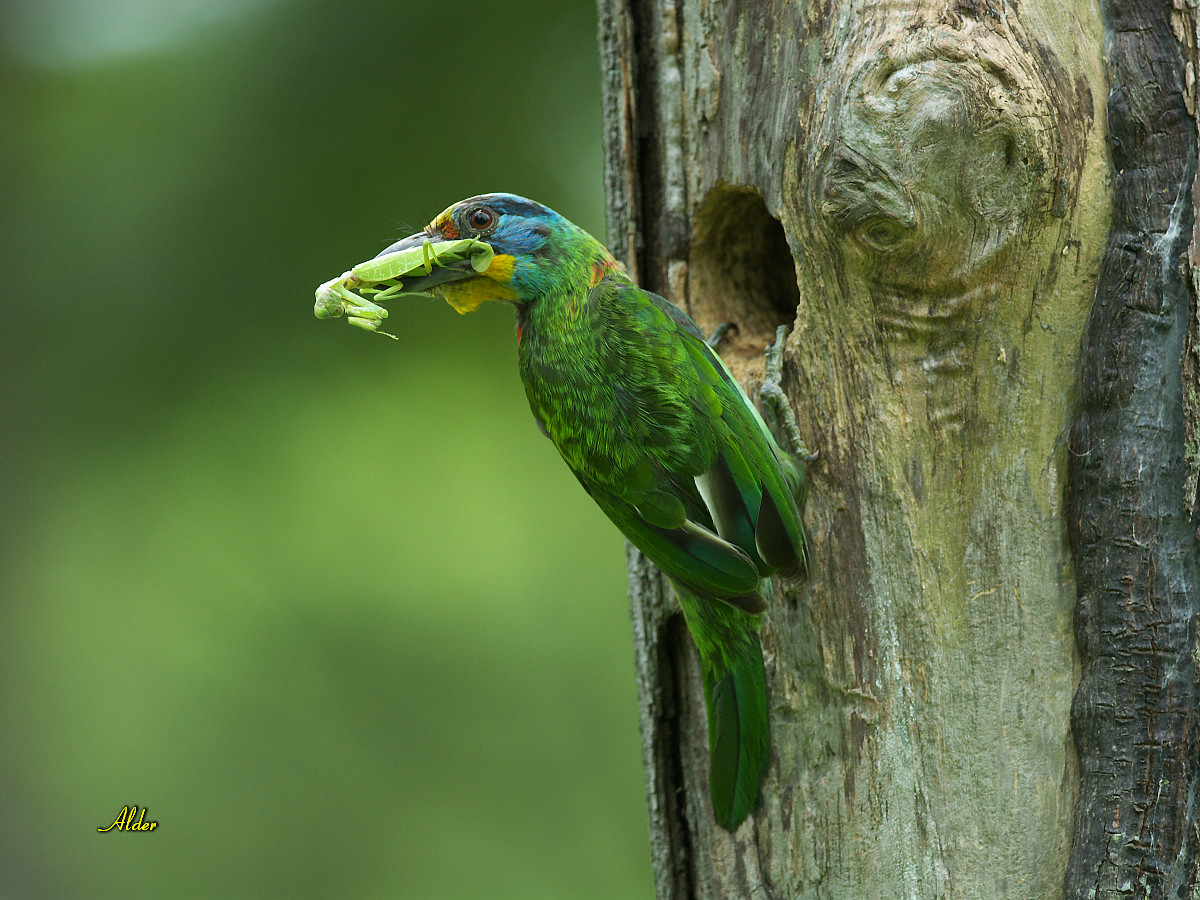
捕獵螳螂的五色鳥

五色鳥成鳥為完全的食果性鳥類，但育雛時會捕捉昆蟲，作為幼鳥的蛋白質來源。在自然及都市環境下的兩次調查顯示，五色鳥親鳥餵食昆蟲比例有62.7%及30.8%，占有一定比例。五色鳥在覓食果實時是以機會性的方式覓食，通常果實越多的地方其造訪頻率越高，每次的取食時間大多小於5分鐘。經其消化過的果實通常較易於發芽，是一種種子傳播者。

### 繁殖
五色鳥採一夫一妻制繁殖，其繁殖季位於4—8月之間，通常在3月時雄鳥就會開始尋覓適合的樹開始挖洞。這個物種是一級洞巢者（primary cavity nester），意即可替其他物種建造後續使用棲所的物種，因此被視為是關鍵物種；而在臺灣已被確認為一級洞巢者的物種包含五色鳥在內，僅有另外三種啄木鳥，而當中五色鳥分佈最為廣泛。
五色鳥偏好外側相對健康而內部較腐朽的枯木使用，且比起單子葉植物更偏好選擇樟樹，這可能與樟樹質地較軟而易挖掘有關。其巢洞口為圓形，洞口大小與其體型有關，挖掘時間可達三週，通常會在直徑15—30公分的樹上掘出向內9—13公分，再向下22—42公分的布袋型巢穴。一對成鳥可在一個繁殖季中鑿出多個洞穴但並不一定會使用全部的樹洞。
在相似體型的鳥類中，五色鳥屬於繁殖時間較長的物種。其白色、不待其他斑點的卵略呈橢圓形，每窩產卵3枚。並由雌雄鳥輪流孵卵，雛鳥約13至15天孵出。雛鳥孵出後由親鳥共同負責育雛，幼雛需要約23至29天離巢。
繁殖成功率視地點決定，通常在都市的五色鳥成功率較低，原因來自於環境中的昆蟲獵物較少（由於除草、施灑農藥等因素）：當昆蟲占食物比例少於30%的狀況下，幼鳥會成長得較慢，且容易夭折，死亡率較高。也因此在都市環境中的五色鳥會以一年多巢的形式因應，最多可達一年三巢。

### 叫聲
在繁殖季時，雄鳥會發出單調而響亮的叫聲，類似敲木魚的聲音「叩叩叩……」（或作「嘓嘓嘓嘓嘓—」）的領域鳴叫。有些單音節叫聲會類似於赤腹松鼠的警戒聲。清晨第一聲的鳴叫時間會隨日出時間而改變。

## 天敵與威脅
目前五色鳥並未有嚴重的生存威脅，但這種鳥類常有窗殺的問題，且亦為常作為寵物鳥販售。而當前公園綠地的政策也常常與五色鳥繁殖的方式有所衝突——五色鳥需要使用枯木或枯枝繁殖，但都市公園不保留任何枯殘不健全的的樹枝的方式，容易導致五色鳥難以繁殖。除草及滅蟲措施導致的昆蟲數量不足也間接使五色鳥繁殖難度上升，或導致幼鳥間體型差異較大，使幼鳥易夭折。
而在自然環境中，貓、蛇、蜥蜴等掠食者為其主要天敵，例如赤腹松鼠、鳳頭蒼鷹、王锦蛇已被確認會捕食五色鳥，而周遭曾出沒的蛇類則包含中華眼鏡蛇、黑眉錦蛇、烏梢蛇、紅斑蛇等。

## 數量與保育情形
根據英國動物學家馬克·布拉齊爾的預估，目前五色鳥的數量預估在10,000—100,000對繁殖對之間，而美國保育生物學家科瑞·湯瑪斯·卡拉漢（Corey Thomas Callaghan）等人在2021年以模型估測，全臺約有1.6萬隻五色鳥。在中華民國農委會特有生物研究保育中心（現今的農業部生物多樣性研究所）所推動的「臺灣繁殖鳥類大調查」中，五色鳥的數量在2011—2021年間大幅增加（預估增加51.3%，範圍在+36.5%—+67.4%之間），是在臺灣十分普遍的鳥類。原先在臺灣南部的五色鳥較北部來得多，但近年來北部的數量也逐漸普遍。
在《國際自然保護聯盟瀕危物種紅色名錄》中，雖然其棲地有限，但在族群趨勢並不被認為超過近危物種的門檻，因此國際鳥盟將五色鳥列為無危物種。同樣在2024年的《臺灣鳥類紅皮書名錄》中，這個物種被列為「國家無危物種」（NLC）。目前並非臺灣的保育類物種，國際間也亦無特別的保育措施。

## 與人類的關係
五色鳥於1999年7月時被選為新竹縣的縣鳥。同時也是中華航空空中巴士A350機隊的「台灣飛行大使」之一。

## 外部連結
- 维基共享资源上的相關多媒體資源：五色鳥
- 維基物種上的相關：五色鳥
- Xeno-canto上有关五色鳥的錄音